# پیامی در بطری
«پیامی در بطری» (انگلیسی: Message in a Bottle) یک کتاب از نیکلاس اسپارکس است که توسط اشت بوک گروپ منتشر شد. در سال ۱۹۹۹ یک اقتباس سینمایی با هنرپیشگی کوین کاستنر از این اثر تهیه گردید.